# E-Mail-Programm

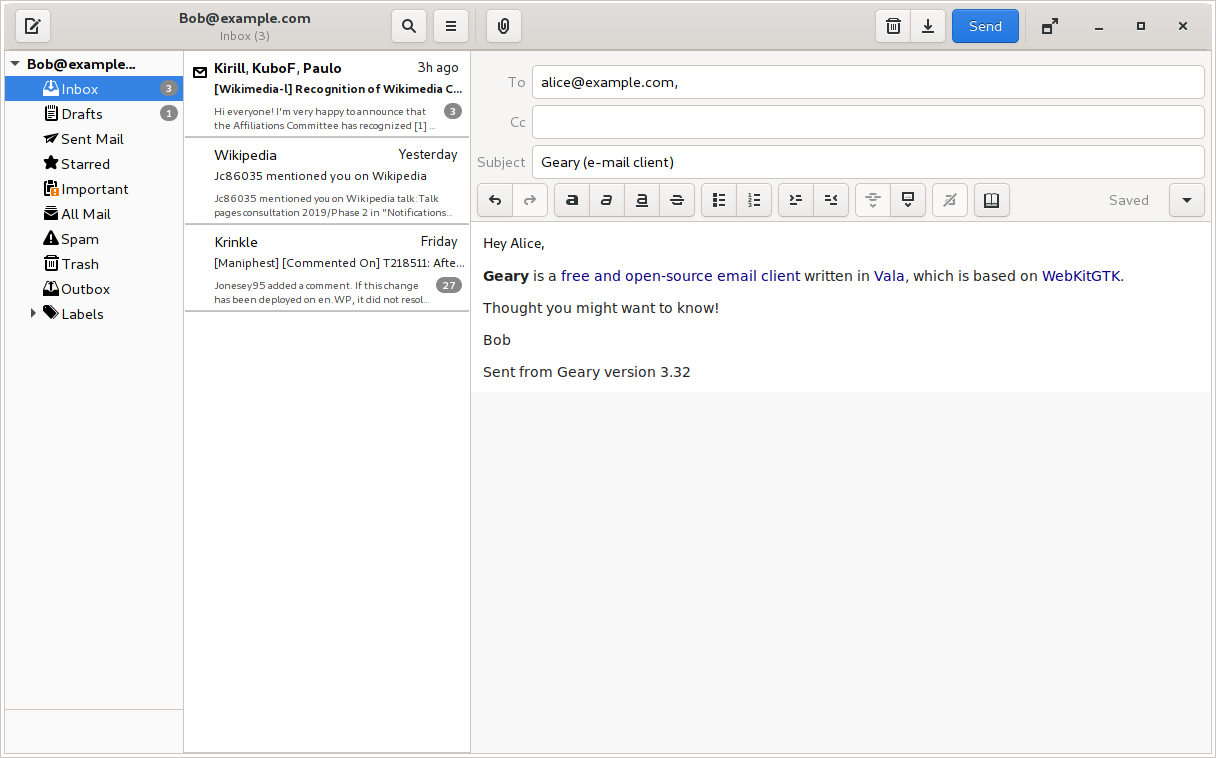
Ein E-Mail-Programm

Als E-Mail-Programm, Mail-Client oder Mail User Agent (MUA) bezeichnet man ein Programm, mit dem E-Mails empfangen, gelesen, geschrieben und versendet werden.
Im Gegensatz zu Webmail wird die Software üblicherweise lokal auf dem benutzten Endgerät – PC, Handy, Tablet – verwendet und hält ein Archiv aller Nachrichten bereit, was einerseits das Bearbeiten von E-Mails auch ohne Internetverbindung, sowie andererseits unter bestimmten Voraussetzungen auch sichere Kommunikation (zum Beispiel über Ende-zu-Ende-Verschlüsselung mittels Autocrypt) ermöglicht.

## Produkte und Marktanteile
E-Mail-Programme werden meist kostenlos angeboten, dabei oft als freie Software, dazu zählen z. B. die auf der Kategorieübersicht Freie E-Mail-Software aufgeführten Programme, aber auch weitere wie Fairmail oder der Thunderbird-Fork Betterbird.  Allerdings werden die weltweiten Marktanteile im Bereich der E-Mail Programme von sehr wenigen Unternehmen bzw. wenigen Produkten dominiert. Gemäß der Statista-Übersicht über Marktanteile der Top 10 E-Mail-Clients weltweit im Juni 2024 ist Apple Mail hier klar führend mit rund 49 % Marktanteil, auf den weiteren Plätzen folgen Produkte von Google/Alphabet mit rund 38 % sowie Microsoft wie Microsoft Outlook mit rund 5 %. Demnach ist Mozilla Thunderbird  gegenwärtig der siebthäufigst installierte bzw. genutzte E-Mail-Client weltweit mit einem Marktanteil von 0,24 %, noch vor Samsung-Mail mit 0,12 % Marktanteil.

## Technik

Zustellprozess einer E-Mail: Der Versender erstellt eine Nachricht mit seinem E-Mail-Programm, technisch auch MUA (Mail User Agent). Diese Nachricht wird anschließend mit einem oder mehreren MTA (Mail Transfer Agents) übertragen, bis sie den MDA (Mail Delivery Agent) am Ziel-Server erreicht. Der Empfänger ruft die Nachricht wiederum mit seinem MUA ab.

Um eine E-Mail anzuzeigen, kann ein E-Mail-Programm sie entweder direkt auf dem Mail-Server öffnen (meist über IMAP oder IMAPS) oder aber von einem Mailserver herunterladen (meist über POP3 oder POP3S) und dann lokal öffnen, in der Regel, nachdem sie in einem dazu vorher angelegten Benutzer-Postfach abgelegt wurde.
Zum Versand einer E-Mail schickt das E-Mail-Programm des Benutzers diese üblicherweise per Simple Mail Transfer Protocol (SMTP) an einen SMTP-Relay-Server (auch Smarthost), der sie dann weiter zum Mail-Server des Empfängers schickt. Der Nachteil dieses Verfahrens ist, dass bei fehlender Erreichbarkeit des Relay-Servers kein Versand von E-Mails möglich ist.
Alternativ erfolgt der Versand über einen lokal zur Verfügung stehenden Mail-Transfer-Agenten (MTA), wobei sich bei Linux oder Unix die sendmail-Schnittstelle dafür durchgesetzt hat, selbst dann, wenn andere Mail-Transfer-Agenten wie etwa qmail, Postfix oder Exim zum Einsatz kommen. Diese Lösung hat den Vorteil einer lokalen Warteschlange für ausgehende E-Mails und den Nachteil einer aufwendigeren Installation.

## Konfiguration
Ein E-Mail-Programm benötigt zur Konfiguration üblicherweise folgende Angaben, die beim Internetdienstanbieter in Erfahrung gebracht werden können:
- Adresse des Servers zum Lesen (IMAP-Server) bzw. Abrufen (POP3-Server) der Mails, sowie Benutzername und Passwort für den Abruf
- Adresse des Servers zum Versenden (SMTP–Relay–Server) der Mails, sowie Benutzername und Passwort zum Versand

Häufig sind POP3-/IMAP- und SMTP-Server-Adressen und deren Zugangsdaten identisch.
Wie beim Zugriff auf andere Benutzerkonten im Internet wird empfohlen, die Datenübertragung zu verschlüsseln, siehe Transport Layer Security. Andernfalls können Benutzername und Passwort abgehört werden; ein Angreifer könnte die E-Mails lesen oder E-Mails über das Benutzerkonto versenden. Seit Anfang 2014 verpflichten freenet, t-online.de, GMX und Web.de ihre Nutzer, verschlüsselte Verbindungen zu den Mailservern zu nutzen (ähnlich HTTPS im Webbrowser). Unabhängig vom Transport wird der Nachrichtentext mit Metadaten an den beteiligten Servern im Klartext zwischengespeichert.

## Organisation
Der Benutzer des Programms hat üblicherweise mehrere Ordner zur Verfügung, in denen einzelne Mails gespeichert werden können. Je nach System und Programm sind diese Ordner tatsächliche Unterverzeichnisse im Dateisystem des Computers mit einzelnen Dateien für jede Mail (siehe Maildir) oder Archive, in denen mehrere Mails speichersparend zusammengepackt werden. Die Archive können wiederum in „Klartext“ als Textdateien (siehe mbox) oder als komprimierte Archive ausgeführt sein, ggf. nach freier Wahl des Benutzers.
- Einkommende Mail wird üblicherweise in einem „Eingangsordner“ abgelegt. Dem Benutzer wird der Inhalt des Ordners in Listenform mit Absender, Betreff und Eingangsdatum angezeigt, wobei die neuen, noch ungelesenen Mails hervorgehoben sind und einzeln gelesen werden können. Manche Programme erlauben das Definieren von Regeln, nach denen Mails automatisch auf mehrere Eingangsordner verteilt werden.
- Nach dem Lesen – bzw. bei Spam auch schon vor dem Öffnen einer einzelnen Mail – kann der Benutzer eine Mail löschen, wodurch sie in einen „Papierkorb“ verschoben wird, ähnlich wie bei Dateien. Wie bei letzterem werden die Mails normalerweise also nicht sofort gelöscht, sondern erst in einem zweiten Schritt durch das Leeren des Papierkorbs. Oft kann der Benutzer aber auch in der Konfiguration wählen, dass dieser zweite Schritt übersprungen wird.
- Wenn eine Mail weiter aufbewahrt werden soll, kann der Benutzer sie in einen „Archivordner“ verschieben. Er kann davon mehrere anlegen, um beispielsweise private und geschäftliche Mails separat zu speichern.
- Daneben gibt es oft noch einen „Entwürfe-Ordner“, in dem Muster-Mails gespeichert werden, die als Ausgangsgerüst für später zu erstellende Mails dienen sollen. Hier landen auch Mails, die der Benutzer erstellt hatte und eigentlich abschicken wollte, letzteres dann aber doch noch abbrach, den schon erstellten Inhalt aber nicht verwerfen wollte.
- Wenn der Benutzer eine Mail abgeschickt hat, landet sie bei manchen E-Mail-Programmen zunächst in einem „Ausgangsordner“, bevor sie tatsächlich versendet wird.
- Die Einträge des Ausgangsordners werden nach erfolgreichem Versenden automatisch in einen „Gesendet-Ordner“ umgespeichert, damit der Benutzer immer einen Beleg hat, was er versandt hat.

Den Inhalt aller dieser Ordner kann der Benutzer in Listenform anzeigen lassen und Mails nach Wahl lesen, beantworten, als Ausgangsgerüst für eine neu zu erstellende Mail verwenden, löschen oder in einen anderen Ordner verschieben oder kopieren.
Wenn der Benutzer mehrere Benutzerkonten besitzt, wird diese Ordnerstruktur ggf. für jeden Account einzeln erstellt.
Der Benutzer kann das Programm anweisen, beim Mail-Server ggf. neu eingetroffene Mails regelmäßig abzurufen.